# Pedro Carlos Olaechea
Pedro Carlos Olaechea (Ica, Perú, 3 de mayo de 1865 - Petrópolis, Brasil, 3 de mayo de 1907) fue un abogado, internacionalista, catedrático universitario y político peruano. Ministro de Justicia e Instrucción en 1900.

## Biografía
Descendía de una familia de terratenientes asentada en Ica desde fines del siglo XVII. Fue primo hermano de otros destacados abogados, los hermanos Manuel Augusto y Daniel Olaechea.
Cursó su educación secundaria en el Colegio Colaborador de Ica (1876-1880). Luego se trasladó a Lima, para cursar sus estudios superiores en la Universidad Mayor de San Marcos, donde se graduó de bachiller en Jurisprudencia (1887) y se recibió de abogado, el 13 de enero de 1891. Su doctorado lo obtuvo en 1901. Laboró inicialmente en el bufete de su tío, el ilustre Manuel Pablo Olaechea.
Desde 1901 ejerció la docencia en su alma mater, como catedrático principal de Derecho Civil, Segundo Curso (Contratos y Obligaciones). Participó en la preparación del Código de Comercio y de la Ley de Quiebras; integró el Comité de Reforma Procesal que preparó el Código de Procedimientos Civiles que entraría en vigencia a partir de 1912 y fue autor de un estudio sobre el contrato de cuenta corriente mercantil.
Afiliado al Partido Demócrata o pierolista, resultó elegido diputado por Ica (1895-1900) y luego por la Castrovirreyna (1901-1906).
En 1906 fue comisionado a Río de Janeiro para encargarse de la defensa del Perú ante el tribunal que ventilaba el litigio de límites con Bolivia. Allí le sorprendió la muerte, cuando acababa de cumplir los 42 años de edad.